# Адміністративний устрій Олешківського району
Адміністративний устрій Олешківського району — адміністративно-територіальний поділ Олешківського району Херсонської області на 3 сільські громади, 1 міську, 1 селищні та 5 сільських рад, які об'єднують 31 населений пункт та підпорядковані Олешківській районній раді. Адміністративний центр — місто Олешки.

## Список громадОлешківського району
- Великокопанівська сільська громада
- Виноградівська сільська громада
- Ювілейна сільська громада

## Список радОлешківського району(з 2016 року)
| № | Назва                          | Центр            | Населені пункти              | Площа км² | Місце за площею | Населення (2001), чол. | Місце за населенням | Розташування |
| - | ------------------------------ | ---------------- | ---------------------------- | --------- | --------------- | ---------------------- | ------------------- | ------------ |
| 1 | Олешківська міська рада        | м. Олешки        | м. Олешки с. Саги с-ще Пойма |           |                 |                        |                     |              |
| 2 | Новомаячківська селищна рада   | смт Нова Маячка  | смт Нова Маячка              |           |                 |                        |                     |              |
| 3 | Козаче-Лагерська сільська рада | c. Козачі Лагері | c. Козачі Лагері с. Кринки   |           |                 |                        |                     |              |
| 4 | Костогризівська сільська рада  | c. Костогризове  | c. Костогризове с. Поди      |           |                 |                        |                     |              |
| 5 | Підстепненська сільська рада   | c. Підстепне     | c. Підстепне с. Піщанівка    |           |                 |                        |                     |              |
| 6 | Раденська сільська рада        | c. Раденськ      | c. Раденськ с. Челбурда      |           |                 |                        |                     |              |
| 7 | Солонцівська сільська рада     | c. Солонці       | c. Солонці с-ще Підлісне     |           |                 |                        |                     |              |

## Список радОлешківського району(до 2016 року)
| №  | Назва                           | Центр             | Населені пункти                            | Площа км² | Місце за площею | Населення (2001), чол. | Місце за населенням | Розташування |
| -- | ------------------------------- | ----------------- | ------------------------------------------ | --------- | --------------- | ---------------------- | ------------------- | ------------ |
| 1  | Олешківська міська рада         | м. Олешки         | м. Олешки с. Саги с-ще Пойма               |           |                 |                        |                     |              |
| 2  | Брилівська селищна рада         | смт Брилівка      | смт Брилівка с. Мирне                      |           |                 |                        |                     |              |
| 3  | Новомаячківська селищна рада    | смт Нова Маячка   | смт Нова Маячка                            |           |                 |                        |                     |              |
| 4  | Абрикосівська сільська рада     | c-ще Абрикосівка  | c-ще Абрикосівка                           |           |                 |                        |                     |              |
| 5  | Великокопанівська сільська рада | c. Великі Копані  | c. Великі Копані с. Добросілля             |           |                 |                        |                     |              |
| 6  | Виноградівська сільська рада    | c. Виноградове    | c. Виноградове                             |           |                 |                        |                     |              |
| 7  | Козаче-Лагерська сільська рада  | c. Козачі Лагері  | c. Козачі Лагері с. Кринки                 |           |                 |                        |                     |              |
| 8  | Костогризівська сільська рада   | c. Костогризове   | c. Костогризове с. Поди                    |           |                 |                        |                     |              |
| 9  | Підстепненська сільська рада    | c. Підстепне      | c. Підстепне с. Піщанівка                  |           |                 |                        |                     |              |
| 10 | Подо-Калинівська сільська рада  | c. Подо-Калинівка | c. Подо-Калинівка с. Стара Маячка          |           |                 |                        |                     |              |
| 11 | Раденська сільська рада         | c. Раденськ       | c. Раденськ с. Челбурда                    |           |                 |                        |                     |              |
| 12 | Солонцівська сільська рада      | c. Солонці        | c. Солонці с-ще Підлісне                   |           |                 |                        |                     |              |
| 13 | Тарасівська сільська рада       | c. Тарасівка      | c. Тарасівка с. Клини с. Рідне с. Привітне |           |                 |                        |                     |              |
| 14 | Щасливська сільська рада        | c-ще Щасливе      | c-ще Щасливе с. Марченка с. Привільне      |           |                 |                        |                     |              |
| 15 | Ювілейна сільська рада          | c-ще Ювілейне     | c-ще Ювілейне с. Дружне                    |           |                 |                        |                     |              |

* Примітки: м. — місто, с-ще — селище, смт — селище міського типу, с. — село